# لويس إنريكي روبلس
لويس إنريكي روبلس (بالإسبانية: Luis Enrique  Robles Ramírez)‏ (22 سبتمبر 1986 في المكسيك - ) هو لاعب كرة قدم مكسيكي في مركز قلب الدفاع. شارك مع منتخب المكسيك تحت 17 سنة لكرة القدم ومنتخب المكسيك لكرة القدم. أما مع النوادي، فقد لعب مع نادي أطلس ونادي بويبلا ونادي تشياباس وتيبورونيس روخوس دي فيراكروز.

## وصلات خارجية
- لويس إنريكي روبلس على موقع قاعدة بيانات كرة القدم.إي يو (الإنجليزية)
- لويس إنريكي روبلس على موقع ناشيونال فوتبول تيمز (الإنجليزية)
- لويس إنريكي روبلس على موقع Soccerway.com (الإنجليزية)
- لويس إنريكي روبلس على موقع AS.com (الإسبانية)